# Črt Sojar Voglar
Črt Sojar Voglar, slovenski skladatelj in glasbeni pedagog, * 27. september 1976, Ljubljana.

## Življenjepis
Z glasbo se je pričel ukvarjati pri dveh letih starosti, ko je postal najmlajši član Otroškega pevskega zbora RTV Ljubljana. Glasbena pot ga je vodila najprej na nižjo glasbeno šolo in potem na Srednjo glasbeno in baletno šolo v Ljubljani, kjer je leta 1996 diplomiral na oddelku za glasbeno teorijo. Na Akademiji za glasbo v Ljubljani je študiral kompozicijo in glasbeno teorijo v razredu profesorja Marka Mihevca in leta 2000 z odliko diplomiral, leta 2004 pa magistriral iz glasbene teorije na isti ustanovi. Najprej je poučeval na Srednji glasbeni in baletni šoli v Ljubljani, v letih 2001-2004 deloval kot asistent-stažist za glasbenoteoretične predmete na Akademiji za glasbo v Ljubljani, nato je do leta 2006 deloval kot samostojni kulturni delavec - skladatelj. V letu 2005 je bil štipendist Ministrstva za kulturo RS. Zdaj deluje kot učitelj na Konservatoriju za glasbo in balet v Ljubljani, kot habilitirani docent pa je vrsto let poučeval tudi na Akademiji za glasbo v Ljubljani. V letih od 2002 do 2010 je bil tajnik Društva slovenskih skladateljev in od 2001 do 2013 umetniški oblikovalec Glasbenih popoldnevov s slovenskim skladateljem Antonom Lajovicem vsako leto decembra na Vačah pri Litiji.
Črt Sojar Voglar je do sedaj je ustvaril več kot 250 skladb na področju orkestralne, komorne, instrumentalne-solistične in vokalne glasbe, piše pa tudi scensko, filmsko in plesno glasbo ter ustvarja priredbe vsakovrstnega žanra. Njegova glasbena dela doživljajo praizvedbe in številne ponovitve na vseh najpomembnejših koncertih in festivalih v Sloveniji in številnih tujih državah (Hrvaška, Srbija, Makedonija, Avstrija, Italija, Češka, Nemčija, Bolgarija, Romunija, Estonija, Velika Britanija, Španija, Švedska, ZDA, Nova Zelandija, Brazilija in Južna Koreja). 

## Pomembnejša dela
Šest simfonij (2006, 2008, 2011-15, 2020, 2021-22, 2023-25),
Koncert za violino in orkester (2010),
Koncert za violončelo in orkester (2002),
Koncert za flavto in orkester (2008),
Koncert za dva saksofona in orkester (2004),
Koncert za pikolo in orkester (2011-12),
Dvojni koncert za flavto, harfo, tolkala in godala (2000)
Koncert za evfonij in godala (2010),
Srebrni koncert za klarinet, klavir in godala (2019-20),
Kontrasti v barvi za veliki orkester (2003),
Mikser za veliki orkester (2011-12),
Sožitje nasprotij za veliki orkester (2015-16),
Divertimento grazioso za klavirski trio (1998),
Tri bagatele za tolkala (1998),
Pihalni kvintet št. 1 (1998),
Fantazija-pesnitev za violončelo in klavir (1999),
Arabeske za sekstet klarinetov (2001),
Tango Marakleano za violino, kitaro in harmoniko (2002),
Angel ljubezni za komorni ansambel (2003),
Tango ptic za tri pikole in klavir (2004),
Hrepenenje za kvartet flavt (2004),
Sonata za violončelo in klavir (2005),
Duo Brillante za violončelo in harmoniko (2010),
Slike za kvartet saksofonov in tolkala (2011),
V dveh hitrostih za saksofon in marimbo (2013),
Kristali za klarinet in klavir (2013),
Trenutki, ki se razblinjajo za klavir (2002),
Mavrična impresija za klavir (2011),
Sonatina za violino solo (2005),
Igra svetlobe za harfo solo (2003),
Prebujanje narave za flavto solo (2010),
Monolog za vibrafon (2009),
Sonata za citre (2009),
Popotnik (T. Pavček) za mešani zbor (2007),
Mir vam zapustim (sakralna) za mešani zbor (2009),
Dan tišine (Hafis) za mešani zbor in pikolo (2010),
Ave maris stella (sakralna) za mešani zbor (2012),
Svetla pesem (C. Zlobec) za mešani zbor (2012),
San se šetao, Ena ptička priletela za mladinski zbor in klavir (2012-13),
Salve Regina za mešani zbor (2014),
O lux beata trinitas za mešani zbor (2019),
Bogoroditse djevo za mešani zbor (2020)